# New Amazonia
New Amazonia: A Foretaste of the Future est un roman utopique de science-fiction féministe, écrit par Elizabeth Burgoyne Corbett et publié pour la première fois en 1889, Il fait partie de la vague de littérature utopique et dystopique qui a marqué la fin du XIXe et le début du XXe siècle,,.

## Contexte
Corbett a écrit le roman en réponse à la lettre ouverte An Appeal Against Female Suffrage de Mme Humphry Ward, une lettre ouverte publiée dans The Nineteenth Century (en) et signée par plus d'une centaine d'autres femmes contre l'extension du suffrage parlementaire aux femmes.

## Résumé
Dans son roman, Corbett envisage un mouvement de suffragette donnant naissance à une race d'« Amazonienness » hautement évoluées qui transforment l'Irlande en une société utopique. La narratrice du livre se réveille en l'an 2472, un peu comme Julian West qui se réveille en l'an 2000 dans Looking Backward (1888) d'Edward Bellamy. L'héroïne de Corbett, cependant, est accompagnée d'un homme de son temps, qui s'est également réveillé d'un rêve après avoir fumé du haschisch pour se retrouver en Nouvelle Amazonie.
La femme et l'homme victoriens reçoivent un récit de l'histoire intermédiaire par l'une des Amazoniennes. Au début du XXe siècle, la guerre entre la Grande-Bretagne et l'Irlande a décimé la population irlandaise; les Britanniques ont repeuplé l'île avec leurs propres femmes excédentaires. (Après la guerre, qui a également impliqué la France aux côtés de l'Irlande, les femmes britanniques étaient trois fois plus nombreuses que les hommes). Les femmes en sont venues à dominer tous les aspects de la société sur l'île.
La leçon d'histoire est suivie d'une visite de la nouvelle société, qui incarne une version du socialisme d'État. Les hommes sont autorisés à vivre sur l'île, mais ne peuvent pas occuper de fonctions politiques : « le gouvernement masculin a toujours favorisé la corruption, l'injustice, l'immoralité et le fanatisme borné et autoglorifiant ». Les Amazoniennes sont végétarienness ; elles pratiquent l'euthanasie, éliminant les enfants malformés — et les bâtards. Elles maintiennent leur supériorité en pratiquant le « rajeunissement nerveux », dans lequel l'énergie vitale des chiens est transférée aux personnes humaines. Le résultat est que les Amazoniens atteignent sept pieds de haut et vivent des centaines d'années mais ne semblent pas avoir plus de quarante ans. La narratrice essaie elle-même la procédure : « La sensation que j'ai ressentie n'était guère plus qu'une piqûre d'épingle en intensité, mais... Je me sentais dix ans plus jeune et plus forte, et j'étais proportionnellement ravie de ma bonne fortune ». (La procédure, cependant, est mortelle pour les chiens).
La narratrice réagit très positivement à ce qu'elle voit et apprend; mais son compagnon masculin réagit exactement à l'opposé et s'adapte mal — au point que les Amazoniennes le jugent fou. La narratrice essaie néanmoins de protéger son homologue masculin et, ce faisant, est accidentellement transportée dans les réalités plus sombres de l'Angleterre victorienne.

## Résistance au matriarcat
Le deuxième roman de William Henry Hudson, A Crystal Age (en) (1887), publié deux ans plus tôt que le livre de Corbett, contient également l'élément d'intrigue d'un homme du XIXe siècle qui ne peut pas s'adapter à une société matriarcale du futur.

## L'autrice
On sait peu de choses sur la journaliste de Newcastle Elizabeth Corbett, qui a publié sous le nom de Mrs. Georges Corbett. Certains de ses quinze romans — mystères, histoires d'aventures et fiction grand public — ont des thèmes et des éléments féministes clairs, malgré les valeurs traditionnelles de l'époque à laquelle elle a vécu et travaillé.